# William Basinski

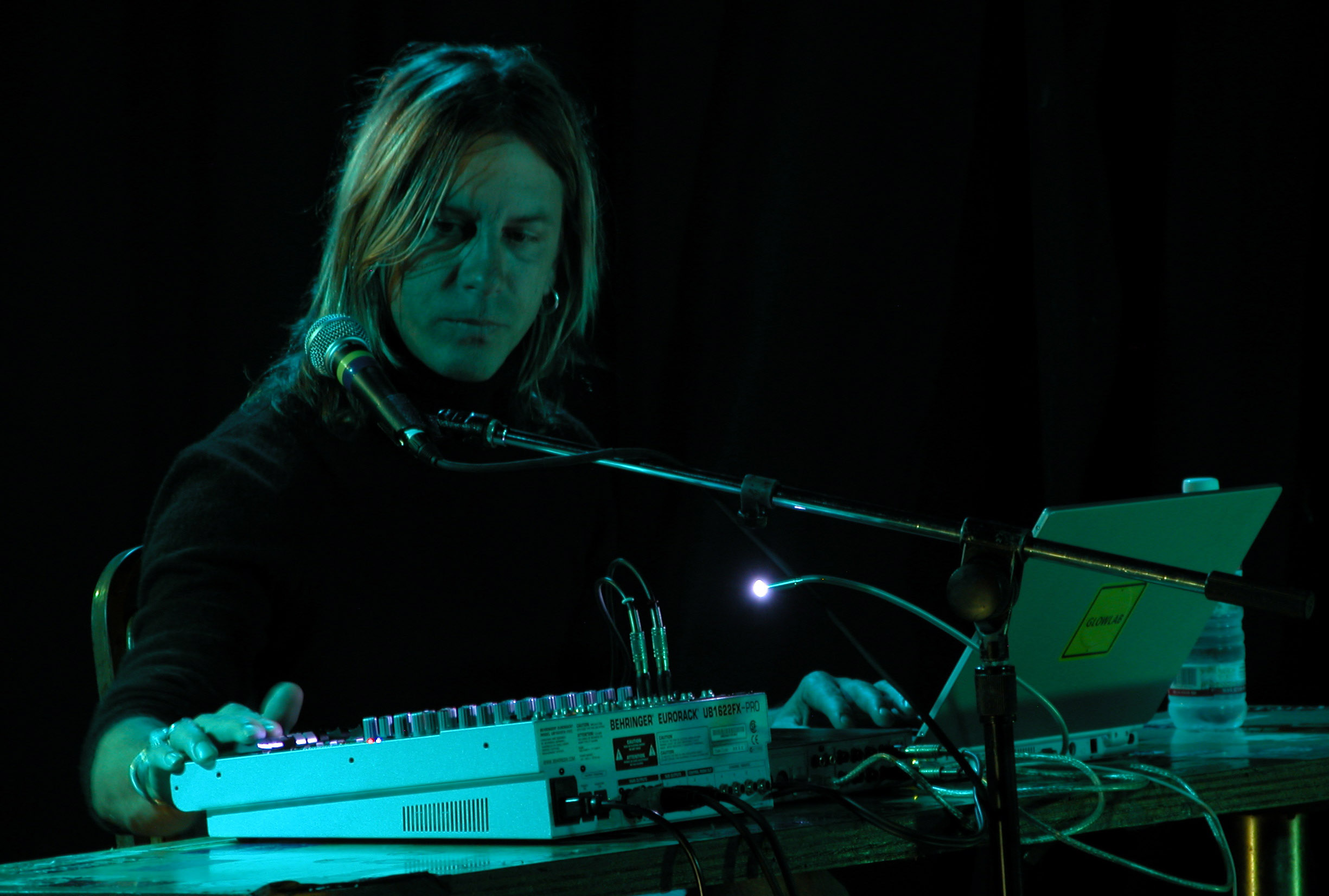
William Basinski

William James Basinski (* 25. Juni 1958 in Houston, Texas) ist ein US-amerikanischer Ambient-Avantgardekomponist. Er ist zudem Klarinettist, Saxophonist, Klang- und Videokünstler. Am bekanntesten ist er für sein vierteiliges Album The Disintegration Loops (2002–2003), das aus Aufnahmen von sich zersetzenden, alten Tonbändern seiner früheren Ambientmusik besteht.

## Leben
William Basinski wurde 1958 in Houston geboren. Als klassisch geübter Klarinettist studierte er in den späten 1970er Jahren Jazz-Saxophon und Komposition an der North Texas State University. 1978 begann er, inspiriert durch Minimal-Music-Arbeiten von Musikern wie Steve Reich, Terry Riley oder Brian Eno, seine eigene Musik zu entwickeln. Er nutzte alte Tapeloops und Kassetten sowie kurze, geloopte Melodien, die mehrfach reproduziert und übereinander geschichtet wurden und so Rückkopplungen erzeugten. Dadurch inspirierte er Musiker wie Philip Jeck.
Seine erste Veröffentlichung war Shortwave Music. Obwohl sie schon 1983 produziert wurde, wurde sie in limitierter Auflage 1998 auf dem deutschen Raster-Noton-Label veröffentlicht. Darauf folgte Watermusic, welches von Basinskis eigenem Plattenlabel 2062 Records produziert und vertrieben wurde. Ein Doppel-CD-Set Variations: A Movement in Chrome Primitive: 1980 folgte 2004. Es wurde von David Tibet auf dem Label Durtro/Die Stadt veröffentlicht. Zu der Zeit, als das Album entstand (1980), experimentierte Basinski mit Kompositionen für Piano und Tonbänder.
In den 1980ern schuf Basinski ein großes Archiv experimenteller Arbeiten durch Gebrauch von Tapeloops und Echogeräten, Objets trouvés sowie Kurzwellenradio-Rauschen. Er war Mitglied von experimentellen Bands wie Gretchen Langheld Ensemble oder House Afire. 1989 eröffnete er seine Galerie und das Kulturzentrum Arcadia. In den 1990er Jahren trat er dort mit verschiedenen Künstlern aus New York auf, wie Antony Hegarty, Diamanda Galás, Rasputina oder The Murmurs. Er produzierte und vertrieb dort auch seine Platten und organisierte Konzerte für befreundete Acts und Bands. Zudem warb er bei solchen Anlässen für seine eigene Improvisations-Band Life on Mars.

## The Disintegration Loops
Im August und September 2001 machte er sich an sein bisher bekanntestes Werk: Das Vierfach-Album The Disintegration Loops. Als Basinski versuchte, eigene Tonband-Loops aus den 1980er Jahren zu digitalisieren, löste sich beim Abspielen aufgrund von Abnutzungserscheinungen die Magnetschicht von den Bändern. Diesen Selbstzerstörungs- und Verfallsprozess des Materials nahm der Komponist auf.

## Diskografie (Auswahl)
- 1998: Shortwave Music (Raster-Noton Vinyl; 2007 CD, 2062)
- 2000: Watermusic (2062)
- 2002: The Disintegration Loops (2062)
- 2002: The River (Raster-Noton; 2008 CD)
- 2003: The Disintegration Loops II (2062)
- 2003: Watermusic II (2062)
- 2003: Melancholia (2062)
- 2003: The Disintegration Loops III (2062)
- 2003: A Red Score in Tile (Three Poplars)
- 2003: The Disintegration Loops IV (2062)
- 2004: Variations: A Movement in Chrome Primitive (Durtro/Die Stadt)
- 2004: Silent Night (2062)
- 2006: The Garden of Brokenness (2062)
- 2006: Variations for Piano and Tape (2062)
- 2007: El Camino Real (2062)
- 2009: 92982 (2062)
- 2009: Vivian & Ondine (2062)
- 2013: Aurora Liminalis (mit Richard Chartier; Line)
- 2013: Nocturnes (2062)
- 2015: Cascade (2062)
- 2015: The Deluge (Temporary Residence)
- 2015: Divertissement (mit Richard Chartier; Important Records)
- 2017: A Shadow in Time (2062)
- 2018: Selva Oscura (mit Lawrence English; TRR)
- 2019: On Time Out of Time (TRR)
- 2020: Lamentations (Temporary Residence Limited)
- 2020: Hymns of Oblivion (self-released)
- 2020: Something From the Pink House (mit Richard Chartier; 2062)